# Rodamonte

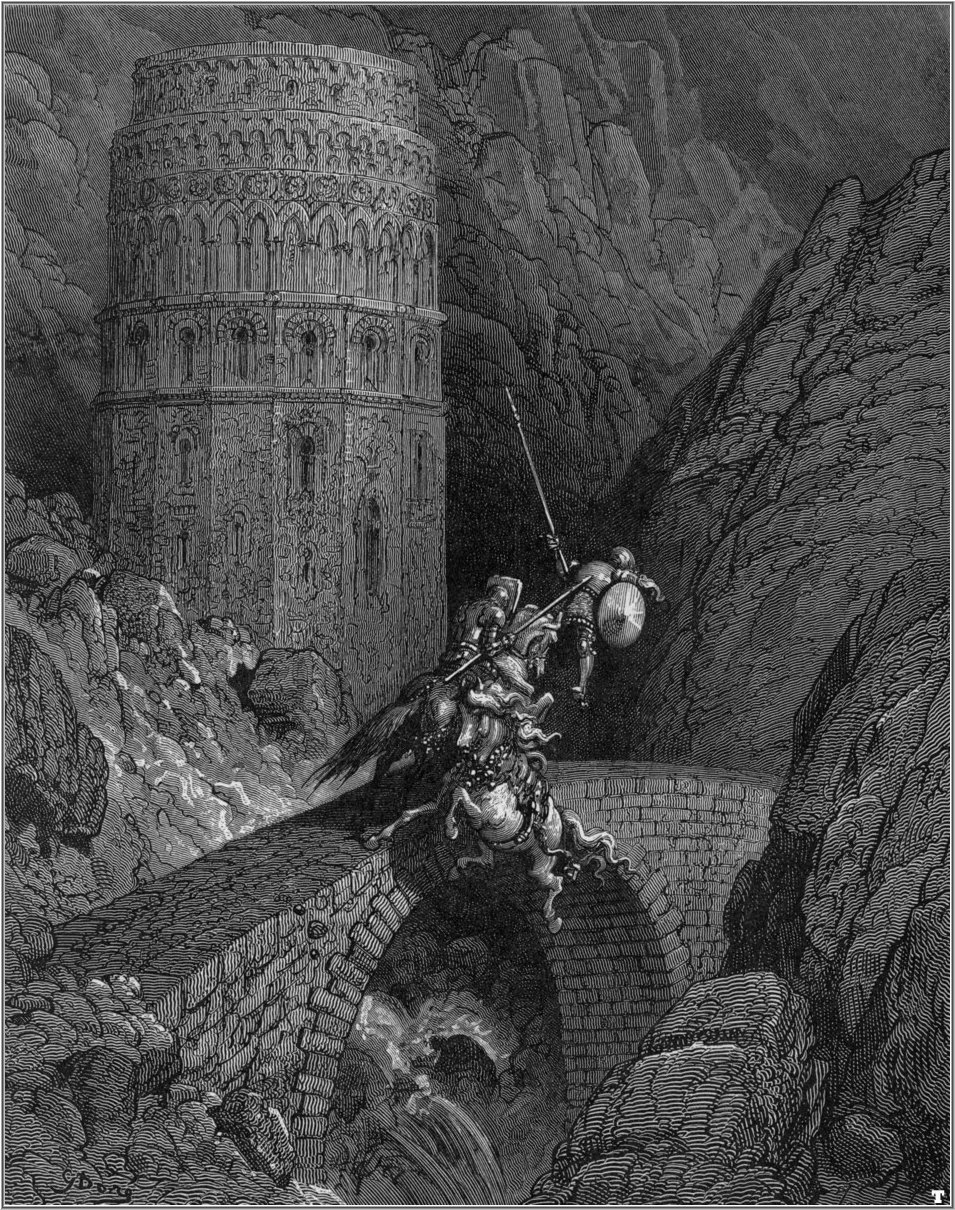
Rodomonte defendiendo el puente; ilustración por Gustave Doré para Orlando furioso

Rodamonte (o Rodomonte) es uno de los personajes principales en los poemas de épica románticos italianos Orlando innamorato de Matteo Maria Boiardo y Orlando furioso de Ludovico Ariosto. Es el rey de Sarza en Argel y el dirigente del ejército sarraceno que asedia a Carlomagno en París. Rodomonte ataca París con un ejército de veinte mil hombres. Aunque su ejército cae ante una trampa de los parisinos, Rodomonte solo consigue entrar a la ciudad y procede a destruirla y masacrarla y a derrotar a Carlomagno y a ocho de sus caballeros, tras lo cual Carlomagno alienta a todos los parisinos de la ciudad a luchar lo que obliga a Rodomonte a reticentemente retirarse sumergiendose en un río.
Luego de esto, Rodomonte se encuentra con el asistente de su prometida Doralice, princesa de Granada, quien ha sido capturada por el saraceno Mandricardo. Rodomonte roba a Frontino, un corcel que pertenece a Rugiero enviado por Bradamante para asistirlo, y logra alcanzar a Mandricardo y Doralice. Ambos caballeros luchan con igual ímpetu, Mandricardo cuasi invencible gracias a la espada Durandal y armadura de Héctor que ha robado de Orlando, y Rodomonte igualmente gracias a las armas de Nimrod que porta. Doralice, sin embargo, logra convencerlos de interrumpir el duelo e ir en socorro del rey Agramante, quien está siendo asediado por las fuerzas inglesas.
En el camino, los saracenos se encuentran a Rugiero y Marfisa, y una serie de disputas ocurren - Mandricardo quiere ganar a Marfisa como compensación para Rodomonte, Rodomonte quiere derrotar a Mandricardo por raptar a Doralice, Rugiero quiere luchar con Rodomonte para recuperar a su caballo, y Mandricardo quiere luchar contra Rugiero por usar los colores de su escudo. Por lealtad y urgencia de socorrer al rey, Rodomonte los empuja a consultar a Agramante, quien ordena dejar que Doralice elija entre ambos caballeros. La prometida de Rodomonte elige quedarse con Mandricardo, y un Rodomonte humillado abandona entonces el campo de guerra y se retira.
En su nueva tierra, Rodomonte se encuentra con Isabella, quien lleva a enterrar el cadáver su esposo Zerbino, asesinado por Mandricardo. Rodomonte mata a su acompañante e insiste en ella, pero la ingeniosa Isabela convence al saraceno de conocer el secreto de una pócima que vuelve a uno invencible, y tras probarla lo desafía a atacarla. Borracho, Rodomonte accede y decapita a Isabela. Conmovido por su lealtad al difunto Zerbino, Rodomonte construye un templo a ella y guarda el puente que lleva a este, quitando armas a los saracenos pasan por ahí y enviando a los cristianos a ser prisioneros. Cuando el «desnudo y loco» Orlando llega al puente, ambos forcejean y caen río abajo. Rodomonte derrota luego a Sacripante y Brandimarte, hasta que Flordlis, la amada de Brandimarte, pide la ayuda de Bradamante.
Bradamante enfrenta Rodomonte en el puente, criticando su tributo y declarando es él quien debería darse muerte por su crimen en vez de juntar prisioneros y armas por la mujer a la que mató. Usando la lanza dorada de Argalia, Bradamante logra derrotar al caballero fácilmente, demandando de él que desarme su templo y abandone sus armas de Nimrod y armadura de dragón. Rodomonte se retira en silencio.
Finalmente, en el último canto, Rodomonte aparece en el casamiento de Bradamante y Rugiero, tras haberse retirado de la caballería como penitencia por un año, un mes y un día, acusándolo a Rugiero último de traición al convertirse al cristianismo. Ambos luchan en un feroz duelo, culminando con Rugiero arrojando a Rodomonte al suelo y amenazandolo a rendirse con su puñal. Viendo que Rodomonte se rehúsa a rendirse y está a punto de acuchillarlo, Rugiero lo apuñala por la ranura de su yelmo, y el poema termina describiendo el alma de Rodomonte gritando blasfemias mientras se precipita al infierno.
Rodamonte es también sinónimo de fuerza y valor. El rey de España dio el apelativo «Rodamonte» a San Luis Gonzaga por su resistencia extraordinaria.

## Fontes
- Boiardo: Orlando innamorato ed. Giuseppe Anceschi  (Garzanti,1978)
- Ariosto: Orlando Furioso ed. Marcello Turchi (Garzanti, 1974)

- Datos: Q1116690
- Multimedia: Rodomonte / Q1116690